# Bộ Bọ ngựa
Bộ Bọ ngựa (danh pháp khoa học: Mantodea) là một bộ thuộc Liên bộ Cánh lưới Dictyoptera.

## Mô tả
Bộ này gồm các loài bọ ngựa, xuất hiện khoảng từ 20 triệu năm trước. Là loài côn trùng cỡ lớn, dài 40 – 80 mm, có hai cánh trước và hai cánh sau phát triển rộng. Hai cánh sau trông như tấm kính và chỉ ở viền trước trên đầu mút, cánh có màu xanh lá cây nhạt hoặc nâu nhạt. Đốt ngực trước dạng ống kéo dài và ở phía trong các xương chậu của đôi chân trước có 1 chấm đen, thường với một điểm nâu sáng ở chính giữa.
Đôi chân trước có dạng lưỡi kiếm, bờ trong có răng, dùng để bắt mồi và chiến đấu với kẻ thù. Con cái thường lớn hơn con đực (Cái 48 – 76 mm; đực 40 – 61 mm). Màu sắc thay đổi theo màu của nơi ở (nhất là khi rình mồi): màu thường xuất hiện xanh lá cây, màu cỏ úa hoặc vàng, nâu. Chúng có mắt được ghép bởi nhiều tế bào thị giác khác nhau giúp chúng có thể nhìn từ khoảng cách rất xa.
|  |

## Phân loại

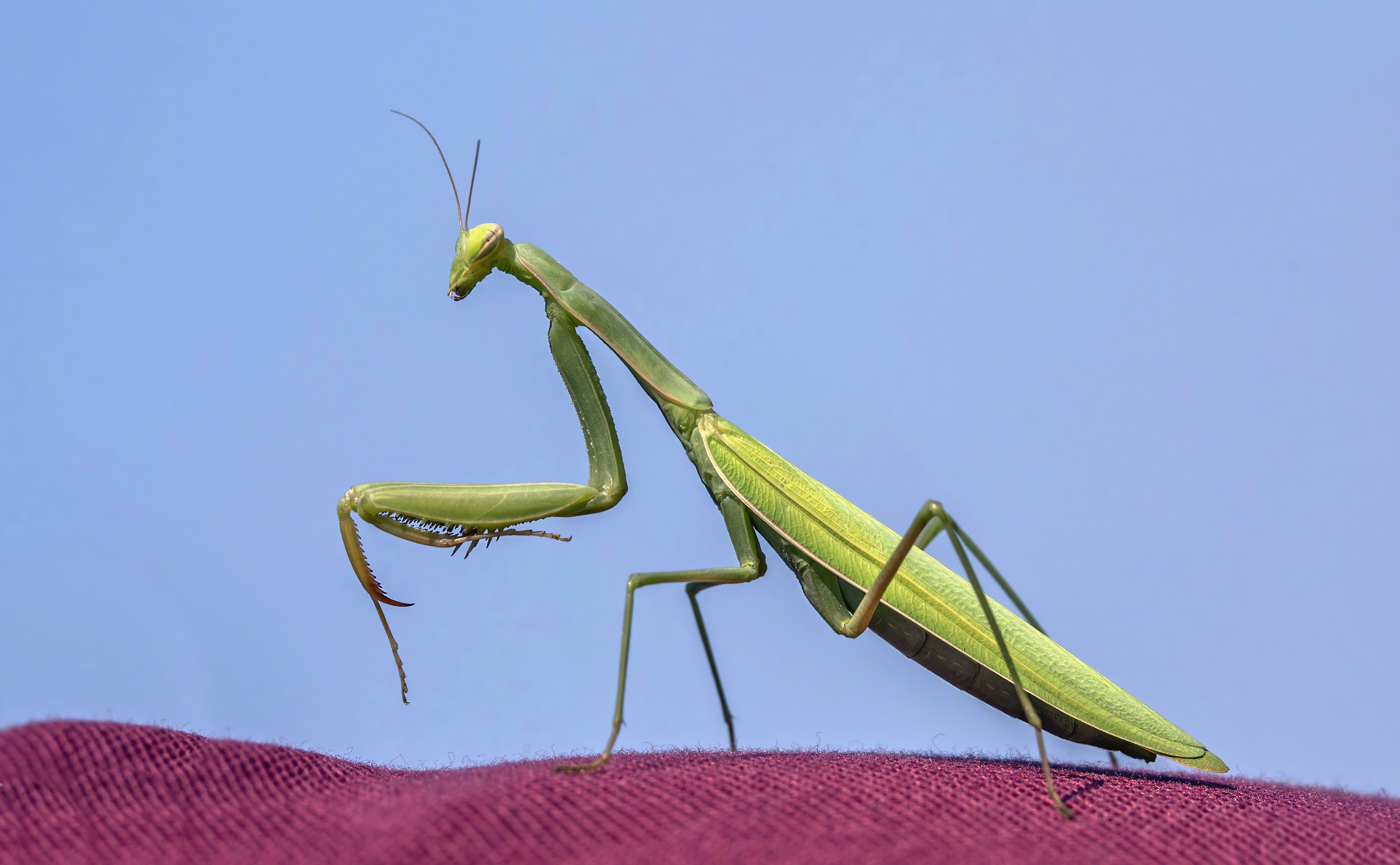
Bọ ngựa châu Âu cái

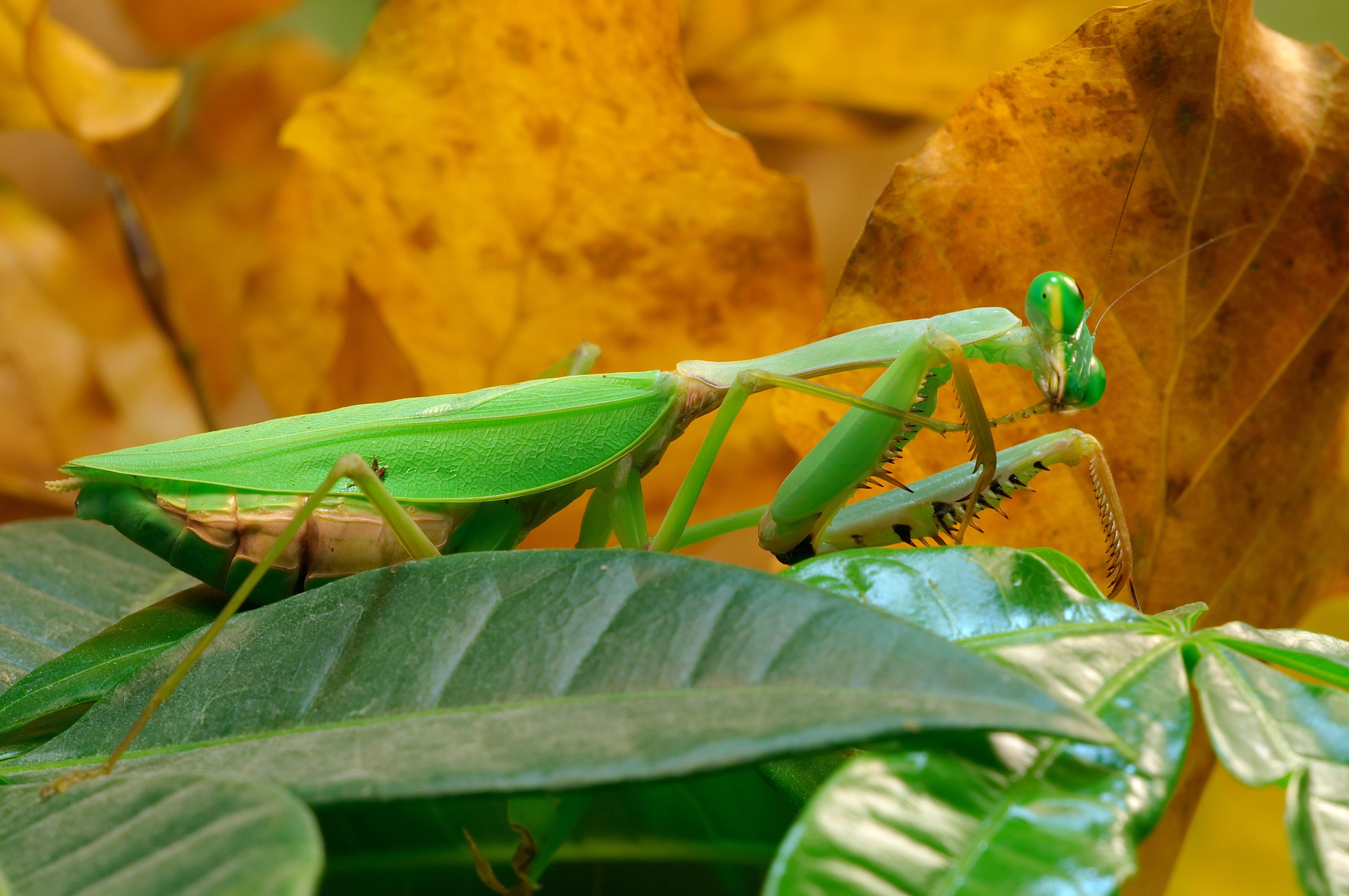
Rhombodera basalis

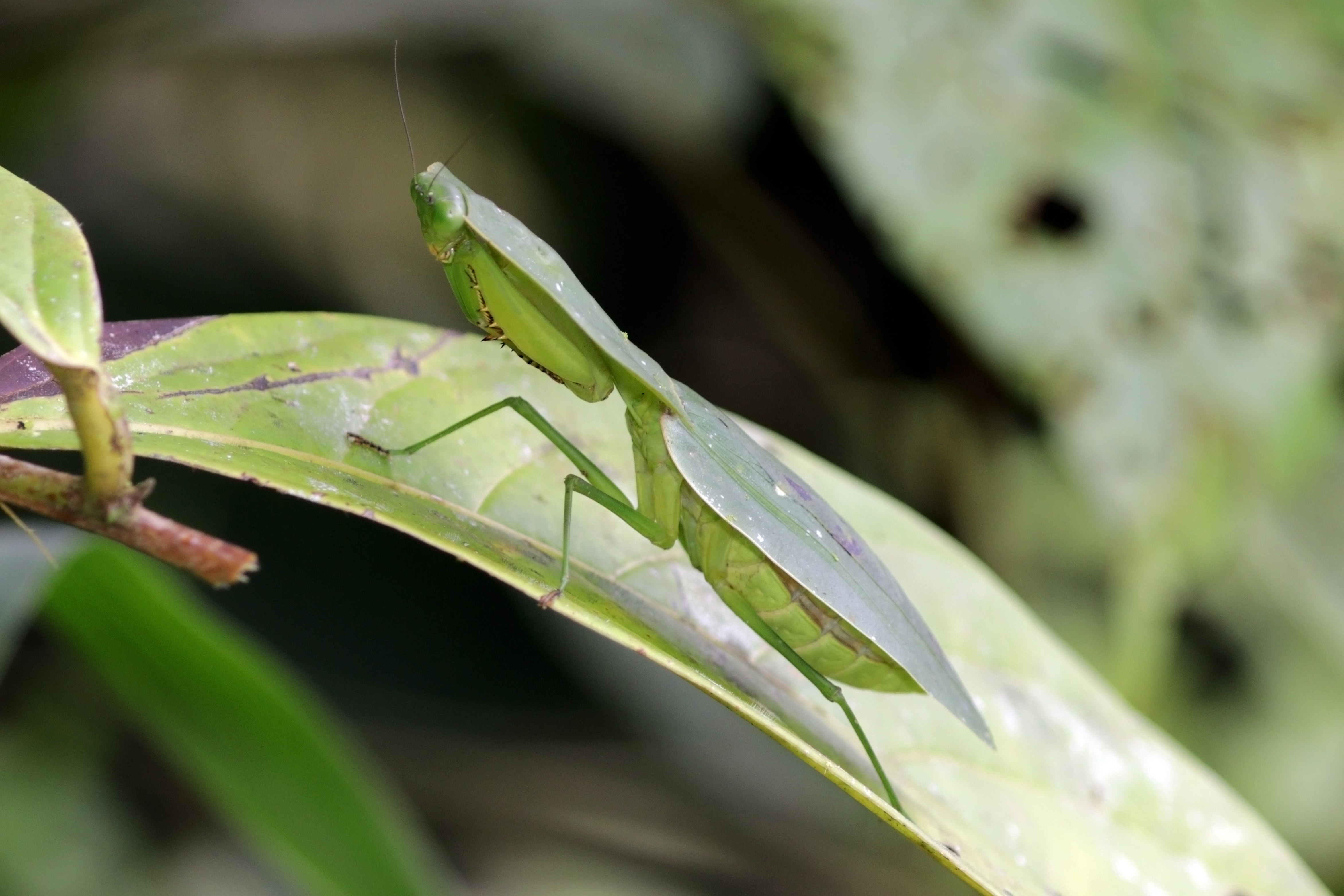
Choeradodis rhomboidea

Bộ Bọ ngựa Mantodea hiện có 15 họ sinh tồn và 1 họ hóa thạch:
- Acanthopidae
- Amorphoscelididae
- Chaeteessidae
- Empusidae
- Eremiaphilidae
- Hymenopodidae
- Iridopterygidae
- Liturgusidae
- Mantidae
- Mantoididae
- Metallyticidae
- Sibyllidae
- Tarachodidae
- Thespidae
- Toxoderidae
- †Santanmantidae

## Thức ăn và săn mồi
Con non và trưởng thành đều ăn thịt các loài côn trùng nhỏ khác như ruồi, bướm, ấu trùng, bọ cánh cứng, ong, gián, v.v... Nhưng thức ăn chủ yếu vào mùa hè và đông là lá cây non bởi khi đó côn trùng khan hiếm. Con trưởng thành thậm chí còn ăn cả chim nhỏ, thằn lằn, rắn, chuột. Bọ ngựa thường treo mình lơ lửng trên thân cây hay cành lá chờ con mồi đi ngang qua, rồi dùng hai chân trước có gai nhọn bắt và kẹp con mồi lại (hành động này diễn ra rất nhanh), con mồi sẽ không chết ngay và bọ ngựa ăn dần con mồi khi mồi vẫn còn sống. Đây cũng là điều đặc biệt của bọ ngựa, bọ ngựa không bao giờ ăn những con mồi đã chết. Rất nhiều bọ ngựa cái ăn thịt bạn tình của chúng sau và thậm chí ngay trong khi đang giao phối.
Bọ ngựa được xem là loài côn trùng có lợi nhiều hơn có hại vì chúng tiêu diệt nhiều côn trùng có hại, đặc biệt chúng còn ăn rất nhiều các loài rệp hại cây (Aphididae).

## Ảnh hưởng
Bọ ngựa hầu hết có lợi và các loài côn trùng có ích cho các hoạt động sản xuất của con người vì chúng chỉ ăn các loại sâu bọ và không gây hại cho mùa màng. Tại Trung Quốc, người ta đã quan sát bọ ngựa săn mồi và từ đó nghĩ ra môn Đường lang quyền (đường lang trong tiếng Trung nghĩa là bọ ngựa).

## Tại Việt Nam và trên thế giới

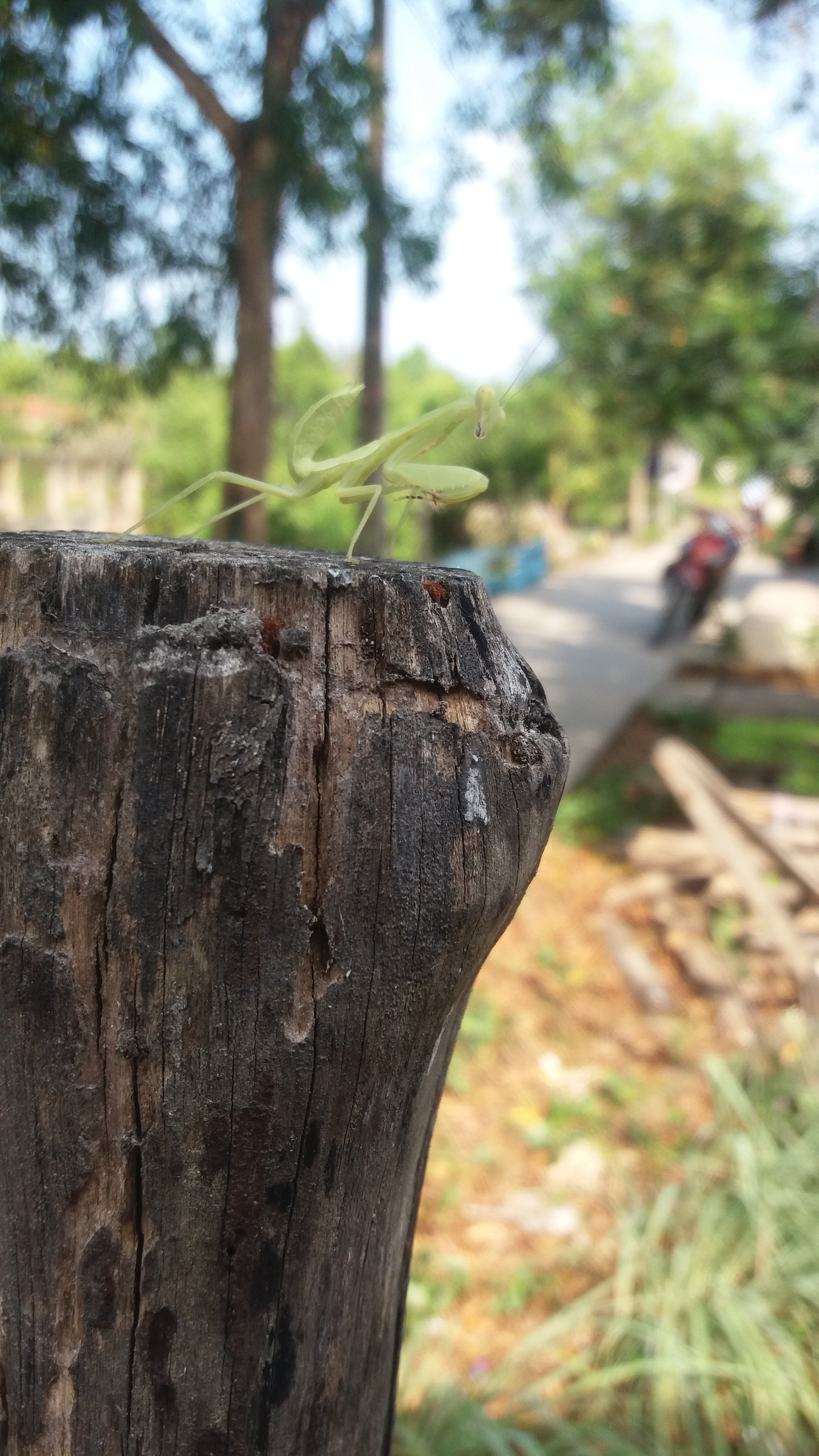
Một loài bọ ngựa ở Việt Nam

Việt Nam: khắp trên lãnh thổ Việt Nam, theo các tài liệu đã tìm thấy loài bọ ngựa Mantis religiosa  ở Lạng Sơn,Tuyên Quang, Quảng Ninh, Ninh Bình, Quảng Bình,Bình Phước, Đây là loài duy nhất thuộc bộ bọ ngựa Mantodea được đưa vào sách đỏ Việt Nam. Thế giới: là loài phân bố rộng ở cả vùng ôn đới và nhiệt đới thuộc các châu lục: châu Âu, châu Á, châu Phi, thậm chí cả ở Bắc Mỹ và Australia.

## Hình ảnh

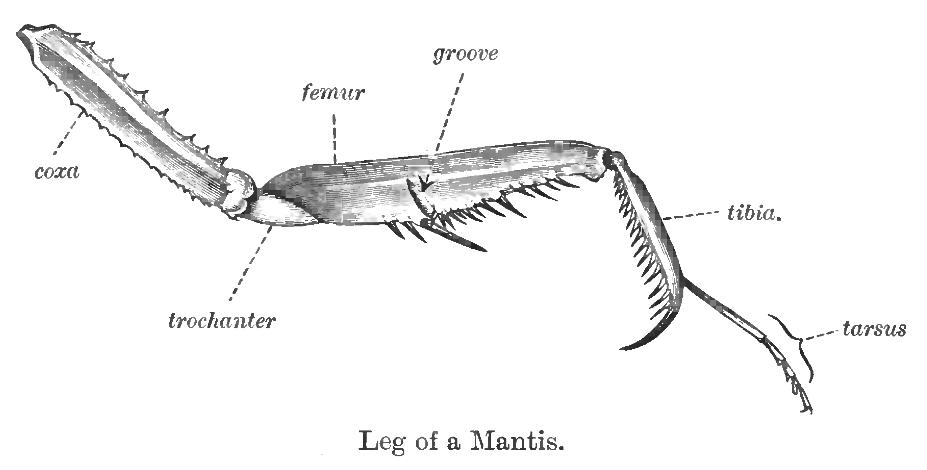
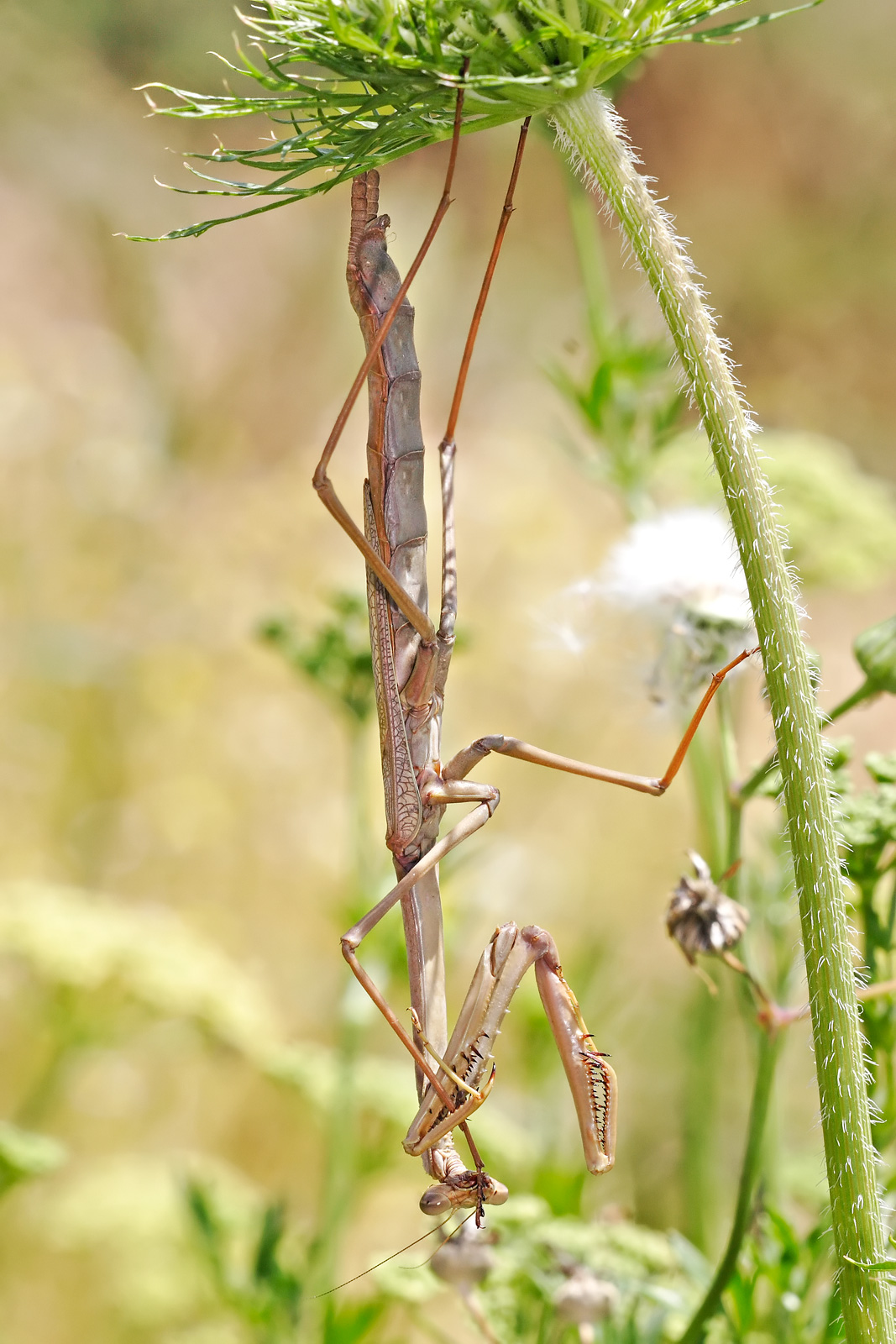
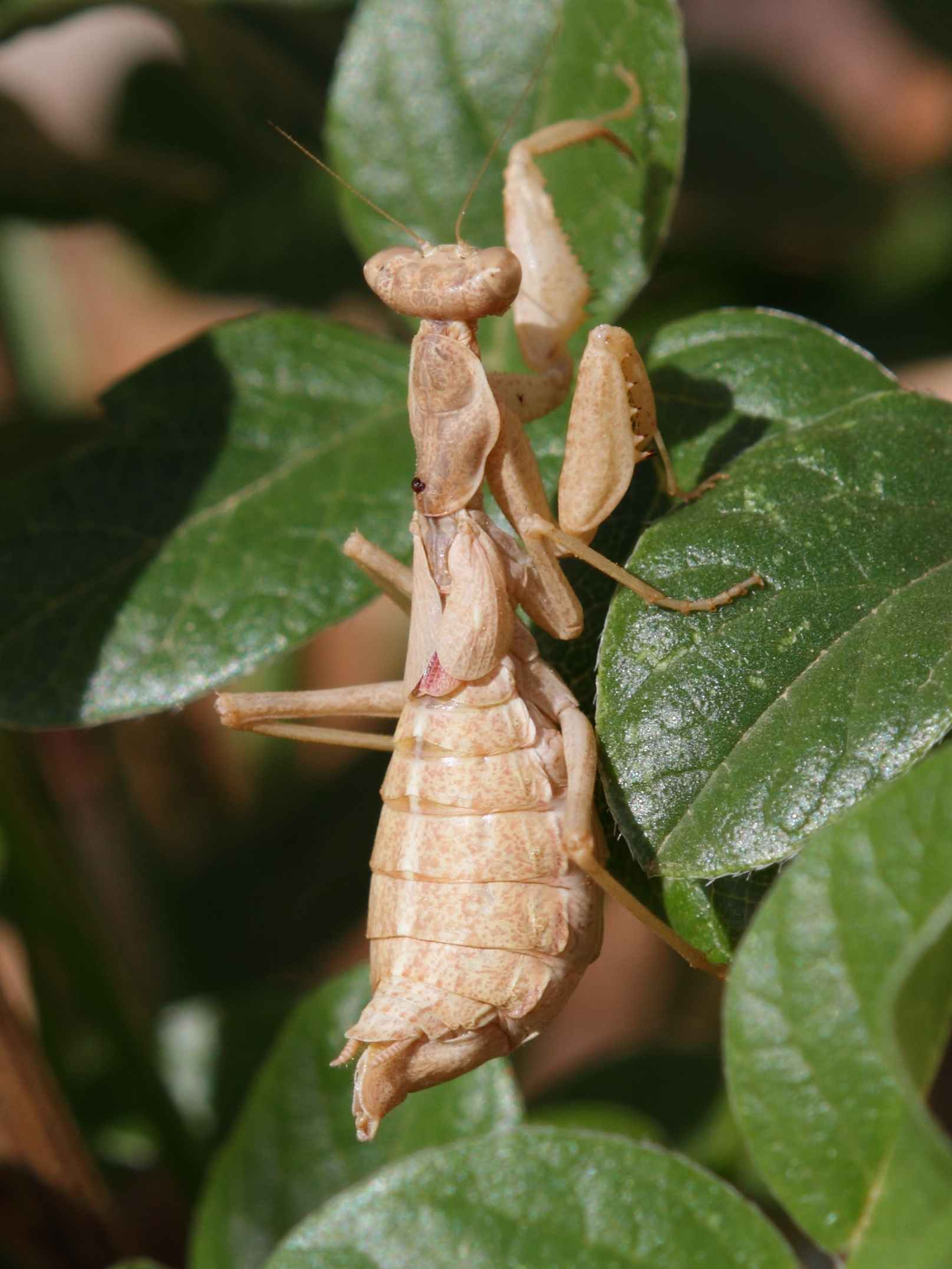
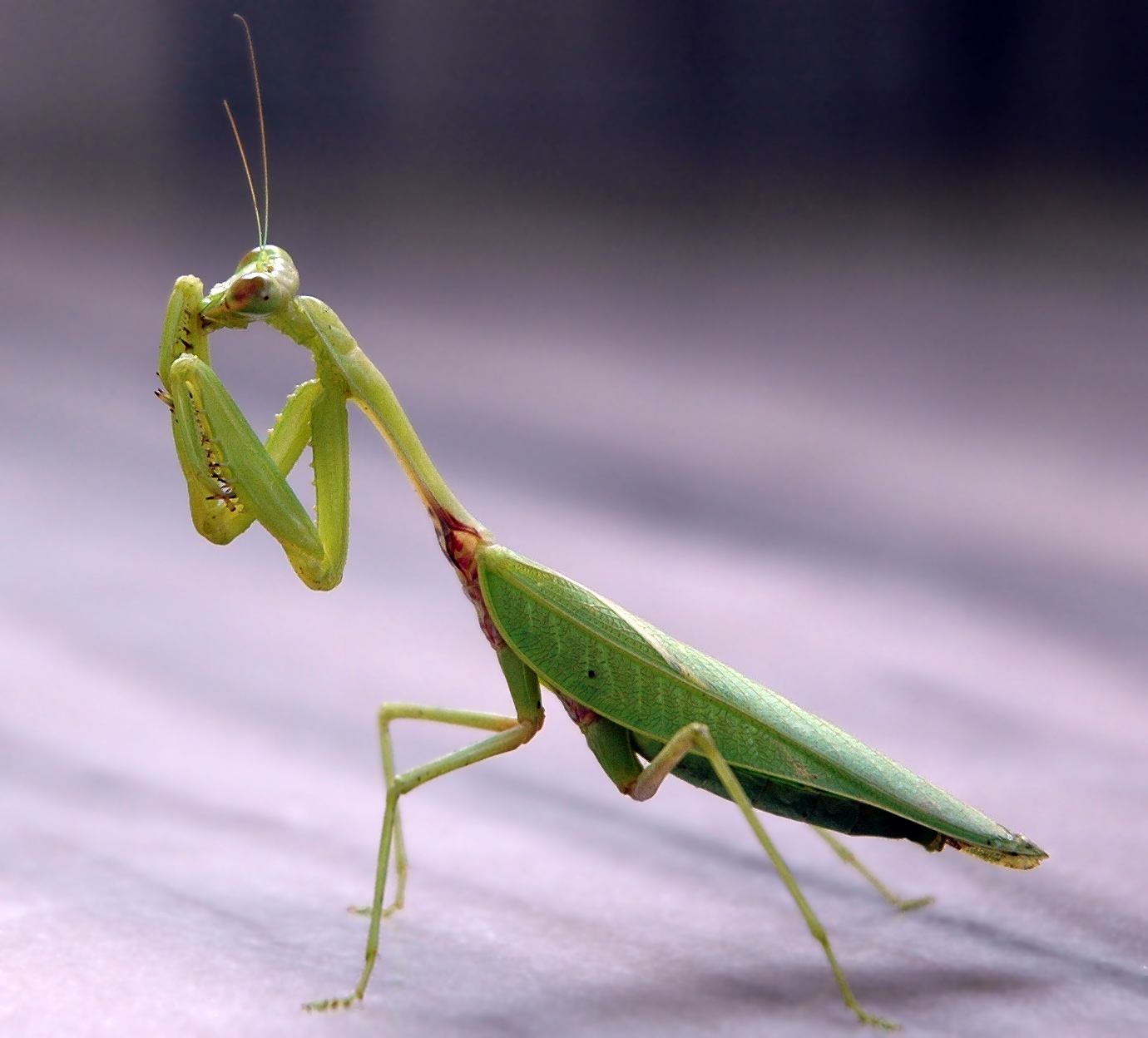